# Michel Gevrey
Michel Gevrey (né le 22 août 1930 à Paris et décédé le 27 août 2017 à Pierrefitte-sur-Seine) est un militant syndical et associatif français du secteur de l'éducation.
Instituteur, directeur d'établissement spécialisé puis professeur de collège, il a notamment exercé des responsabilités nationales au Syndicat national des instituteurs (1976-1985) puis à la Confédération de la Jeunesse au plein air (1985-1995). Président (puis président d'honneur) du Comité de coordination des œuvres mutualistes et coopératives de l'éducation nationale (CCOMCEN) (1996-2004), il a représenté le secteur associatif au sein du Conseil économique et social (1994-2004). Au niveau international, il a également exercé des responsabilités au sein de la Confédération mondiale des organisations de la profession enseignante (CMOPE), dont il fut vice-président et président par intérmim (la CMOPE et le SPIE ont donné naissance à l'actuelle Internationale de l'éducation). Il a été également adjoint au maire de Sarcelles chargé de l'éducation, de l'enfance et de la petite enfance (1989-2008).

## Éléments biographiques et professionnels

### Famille et scolarité
Michel, Jean, Charles Gevrey est né à Paris (XXe) en 1930. Son père, ouvrier mécanographe, devint artisan, sa mère était secrétaire. Tous deux avaient des convictions de gauche et adhéraient aux idées du Front populaire. Sa mère, secrétaire de Marcel Bloch, avocat aveugle, membre influent du Parti radical et radical socialiste, fut activement engagée dans les actions de Résistance.
Michel Gevrey, élève du lycée Voltaire, bachelier, après avoir obtenu le baccalauréat, à l’école normale d’instituteurs d’Auteuil en 1949 pour deux années de formation professionnelle. Tuberculeux, il séjourna à partir d’avril 1950 au sanatorium de Sainte-Feyre (Creuse), puis à la post-cure de la Mutuelle générale de l'Éducation nationale (MGEN) à Maisons-Laffitte (Yvelines) jusqu’en 1952 et y poursuivit sa formation professionnelle. Il suivit des cours par correspondance de la faculté des lettres de Clermont-Ferrand et obtint, en 1951, le certificat d’études littéraires générales (lettres, latin, grec). Cette période fut pour lui déterminante sur le plan personnel, professionnel et militant.

### L'insertion des enseignants sortant de longue maladie à l'origine du militantisme syndical
Confronté aux questions de la réinsertion des instituteurs en congé de longue durée, avec l’aide de Jean Le Pemp, membre du bureau national du Syndicat national des instituteurs, il parvint à obtenir la validation du temps de maladie dans la titularisation des enseignants. Sa nomination, en février 1952, comme instituteur titulaire en milieu hospitalier à Eaubonne, créa une jurisprudence qui permit aux stagiaires ayant souscrit l’engagement décennal de s’engager dans une carrière sécurisée. Le SNI créa une commission nationale dont la responsabilité lui fut confiée jusqu’en 1975, agissant avec la MGEN, chargée de représenter les intérêts des enseignants touchés par la maladie et le handicap pour la reprise d’activité professionnelle au terme de leur congé de longue durée. Cette commission, considérée comme une émanation de la représentation syndicale à la commission administrative paritaire nationale paritaire, fut constituée d’enseignants en postes de réadaptation ou de réemploi  élus par leurs pairs.
De février 1952 à avril 1975, l’activité professionnelle de Michel Gevrey, titulaire en 1959 du certificat d’aptitude à l’enseignement des enfants arriérés inadaptés, et en 1969 du certificat d’aptitude pédagogique à l’enseignement dans les collèges, se déroula au centre hospitalier d’Eaubonne dont il devint « directeur des études ». Il y organisa les activités éducatives, culturelles et sociales au bénéfice des personnes hospitalisées. Ce service, ouvert aux personnels hospitaliers souhaitant se préparer à des évolutions professionnelles, intervint dans les démarches d’entrée en centre de réadaptation professionnelle des jeunes et des adultes relevant d’un reclassement professionnel.
Parallèlement, comme directeur de colonies de vacances, il fut, à partir de 1956, instructeur non permanent des Centres d’entraînement aux méthodes d’éducation active (CEMEA)  dont il fut administrateur et membre du bureau national jusqu’en 2005.

## Les responsabilités syndicales nationales
Michel Gevrey fut élu à la fin de 1975 au bureau national du SNI (dénommé SNI-PEGC à partir de 1976) et, membre du secrétariat national permanent, devint le responsable en 1976 du secteur « Éducation », succédant à Guy Georges, élu secrétaire général du SNI. Il organisa, entre autres, en 1976 un colloque international sur les finalités de l’éducation qui débattit des questions posées par le projet d’école fondamentale du SNI.
À partir de 1977, dans le secrétariat permanent du SNI, il fut, entre autres, responsable des pages pédagogiques de l'hebdomadaire du syndicat,L'École libératrice et participa à leur transformation. Sur la question de la formation des maîtres, il fut le principal négociateur de l'allongement à trois ans de la formation des instituteurs et de la mise en place d'une certification universitaire (obtention du DEUG pour l’enseignement dans le premier degré) et intervention d'universitaires dans les écoles normales à partir de la rentrée 1979-1980. À partir de 1981, il participa aux travaux de diverses commissions sur la rénovation du système éducatif quand Alain Savary fut ministre de l’Éducation nationale.
Militant de la Fédération de l'Éducation nationale à partir de 1976, Michel Gevrey fut associé à la mise en place du projet pédagogique de l’organisation allant de l’école maternelle à l’entrée dans la vie active prolongée par l’éducation permanente. Il fut aussi associé à diverses représentations (Conseil économique et social, relations emploi-éducation, etc.). Actif sur le plan international, de 1982 à 1986, il fut le vice-président de la Confédération mondiale des organisations de la profession enseignante (CMOPE) à laquelle appartenait le SNI.
Il cessa ses fonctions en 1985 selon la tradition syndicale (date de la retraite administrative).

## Les responsabilités associatives
Michel Gevrey représenta le SNI auprès d’associations complémentaires (CEMEA, Pupilles de l’Ecole publique, APAJH) et auprès de l’Institut national de la recherche pédagogique, du Centre national de documentation pédagogique et du Centre de liaison des moyens d’information et de l’école. Ces liens avec les associations furent déterminants dans son élection en juin 1985 au secrétariat général de la Jeunesse au plein air, responsabilité qu’il conserva jusqu’en 1995.
Il participa ainsi à diverses responsabilités dans des organisations s’occupant de la jeunesse, des loisirs, de l’enfance et fut le rapporteur, en 1993, sur l’évaluation de la politique publique d’aménagement du temps de l’enfant. Il fut le vice-président, puis le président de 1996 à 2004 du Comité de coordination des œuvres mutualistes et coopératives de l'éducation nationale (CCOMCEN). Cette responsabilité le plaça en position dirigeante d’organisations internationales d’économie sociale.
Michel Gevrey par la suite siégea au Conseil économique et social de 1994 à 2004 sur proposition du Conseil national de la vie associative qu'il représenta notamment auprès de l’UNESCO. Il fut l'auteur d'un rapport en 2003 sur Les défis de l’immigration future.

## Le militantisme politique et l'action locale
En 1971, membre de la Convention des institutions républicaines, Michel Gevrey rejoignit le Parti socialiste. Il participa à la revue École et socialisme. Il devint en janvier 1975 membre de la section de Sarcelles où il habitait désormais. Il y présida l’association « Sarcelles–Jeunes » (1968-1976) et peu après l’Union des Associations de la Maison de Quartier (1969-1976) qui refusa la municipalisation ou la privatisation.  Il lutta contre le désengagement social et financier de la Caisse des dépôts et consignations, propriétaire des équipements sociaux du grand ensemble de Sarcelles.
De 1954 à 1974, il fut délégué à la liberté surveillée et assesseur  au tribunal pour enfants de Pontoise.
En 1995, il fut élu conseiller municipal et adjoint au maire de Sarcelles Dominique Strauss-Kahn chargé de l’Éducation. Cette délégation fut étendue, lors du mandat, suivant à la petite enfance. Par délégation il présidait la Caisse des écoles et anima la reconstruction ou la réhabilitation des groupes scolaires de la ville. Il mit aussi en place une convention pour l’accueil à l’école des enfants de deux ans.Il assuma cette même délégation lors du mandat suivant qui s'acheva en 2008.
Il signa notamment en 2004, à l’initiative de la Gauche citoyenne, l’appel pour donner des pouvoirs constituants au Parlement européen. Il ne se représenta pas en 2008.
En 2008, Michel Gevrey conservait des activités bénévoles dont celle de médiateur de la Caisse d’aide sociale de l’Éducation nationale-Banque populaire (CASDEN-BP), fonction qu'il cessa d'assumer en 2016, ou la vice-présidence du conseil d’administration de l’association de l’Institut médico-éducatif de Sarcelles.

## Un militant de la culture
Investi dans le domaine culturel, dans les années 1950, il participa à la création et aux activités de l'Association des amis du Théâtre national populaire. C'est là qu'il rencontra Jean-Pierre Darras et Roger Coggio qu'il retrouva lorsque ce dernier réalisa et interpréta (avec Jean-Pierre Darras) les Fourberies de Scapin pour le cinéma en 1980. Le SNI-PEGC et la FEN s'engagèrent alors très fortement, notamment sous l'impulsion de Michel Gevrey, dans l'organisation massive de séances de projections en direction du public scolaire. Par la suite, Michel Gevrey participa à la création des « Amis du Cinéma populaire », dont il devint l’un des administrateurs.

## Décès
Michel Gevrey connut plusieurs incidents de santé dans les dernières années de sa vie sans que ses capacités intellectuelles en fussent amoindries. Hospitalisé dans plusieurs établissements à partir de la mi-juillet 2017, il décéda le 27 août de la même année dans une clinique de soins post-hospitaliers à Pierrefitte-sur-Seine (93).

## Publications
En collaboration :
- Les finalités de l’Éducation, Paris, SUDEL, 1976,
- Les Rythmes de vie des enfants et des adolescents, Paris, Stock-Pernoud, 1981,
- Les Jeunes européens et leurs rythmes de vie, Paris, Nathan, 1998,
- La Politique d’aménagement des rythmes de vie de l’enfant, Paris, La Documentation française, 1993.
- La Société Française et son École, Paris, 2001,
- Les Défis de l’immigration future, CES, édition des journaux officiels, Paris 2003.
- Scenarii et stratégie pour une France plus active, Paris, La Documentation française, 2004
- Vivre mieux ensemble ses vacances : les obstacles règlementaires au développement des vacances des jeunes en centres de vacances et de loisirs, Paris, Conseil national du tourisme, 1998.

Témoignage :
- Témoignage de Michel Gevrey (format PDF)sur son expérience de militant du SNI, puis SNI-PEGC pour le Centre Henri-Aigueperse (UNSA éducation).

## Distinctions
Michel Gevrey est chevalier de la Légion d'Honneur.

## Sources
- Notice biographique établie par Jacques Girault, professeur émérite à l'Université Paris XIII-Villetaneuse pour le Dictionnaire biographique du mouvement ouvrier français (Dictionnaire Maitron);
- Témoignage de Michel Gevrey au CHA-UNSA Éducation.